# Sanskrt
Sanskrt (ISO 639-3: san; sanskrt: संस्कृत, saṃskṛtá; od sám 'zajedno' i kṛtá  'napravljeno', doslovno: 'sastavljeno', saṃskṛtā vā́c: 'sastavljeni jezik') je jezik najstarije indijske književnosti, Veda, i ima značajnu ulogu prije svega u hinduizmu. To je klasični jezik Brahmana, a prvi put je sistematiziran još u 4. stoljeću pr. Kr. Njegov se nastanak datira još u vrijeme oko 1200. pr. Kr., jer se u to vrijeme uobičajeni vedski jezik razlikuje od klasičnog sanskrta. Hindi koristi riječi iz sanskrta, ali ne i njegovu gramatiku. Danas se sanskrt (već unatrag više stoljeća) piše samo devanagari-pismom. Jedan je od službenih jezika Indije.
Sanskrt više nema materinskih govornika, ali preko 194 000 ljudi ga koristi kao drugi jezik. Kao i latinski jezik za Kršćanstvo, to je sveti jezik Hindusa jer su svi sveti tekstovi Hinduizma, od Veda i Upanišada pa do Bhagavad-Gita napisana na sanskrtu.
Primjeri riječi koje se koriste u hrvatskom a naslanjaju se na sanskrt: arijci, ašram, čakra, guru, džungla, ingver, naranča, mošus, svastika, tantra, joga... 
Sanskrt je najstariji poznati indoarijski jezik i jedan od najstarijih indoeuropskih jezika. Iz njega su nastali jezici kao hindski i urdski (tzv. hindustanska grupa), bengalski, pandžapski, kašmirski, nepalski i, po nekim tezama, romski. Vedski sanskrt je arhaični oblik sanskrta kojim su napisane četiri svete Vede. Vedski sanskrt se od klasičnog sanskrta razlikuje od prilike kao Homerov grčki od klasičnog grčkog jezika.
Jedan od prvih europskih autora koji je napisao sanskrtsku gramatiku je austrijski Hrvat Filip Vezdin, pripadnik reda bosonogih karmelićana.
Usporedba sanskrta s drugim jezicima
| Sanskrtska riječ              | Primjeri iz drugih jezika                       |
| ----------------------------- | ----------------------------------------------- |
| अन्तर् (antar) – između         | lat. inter                                      |
| अक्ष (akša) – osovina          | lat. axis                                       |
| अग्नि (agni) – vatra            | hrv. oganj; lat. ignis                          |
| अज्र (adžra) – polje           | grč. αγρος agros; lat. ager                     |
| आस् (ās) – usta                | lat. os, oris                                   |
| ओष्ठ (oštha) – usna            | hrv. usta                                       |
| चन्द् (čand) – svijetliti       | lat. candere                                    |
| दक्षिण (dakšina) – desno, južno | lat. dexter                                     |
| धूम (dhūma) – dim              | lat. fumus, dim                                 |
| नीड (nīda) – gnjezdo           | lat. nidus                                      |
| नामन् (nāman) – ime             | grč. ονυμα (onyma); lat. nomen                  |
| नर (nara) – čovjek            | grč. ανηρ (aner)                                |
| पद (pada) – noga, stopalo     | grč. πους (pous), ποδος (podos)                 |
| पितृ (pitr) – otac              | grč. πατηρ (pater); lat. pater                  |
| पुर (pura) – grad, utvrda      | grč. πολις (polis)                              |
| मधु (madhu) – med              | eng. mead; hrv. med                             |
| मूषक (mūšaka) – miš            | grč. μυς (mys), μυος (myos); lat. mus; hrv. miš |

Primjeri najčešćih sanskrtskih riječi
- avatar – अवतार (avatāra) – onaj koji dolje silazi [अव (ava, „dolje”) + तॄ (tr, „prijeći”)
- Buda – बुद्ध (buddha) – probuđeni
- čakra – चक्रं (čakram) – kotač
- Himalaja – हिमालय (himalaya) [हिम (hima, „snijeg”) + आलय (ālaya, „prebivalište”)
- Singapur – सिंह (simha, „lav”) + पुर (pura, „grad” ili „utvrda”)

Brojevi u sanskrtu
1. éka
2. dva
3. tri
4. catúr
5. páñcan
6. ṣáṣ
7. saptán
8. aṣṭá
9. návan
10. dáśan

## Vanjske poveznice
- Ethnologue (14th)
- Ethnologue (15th)

- http://www.sanskrit-lexicon.uni-koeln.de/mwquery/
- Sidharubam Seu Grammatica Samscrdamica

## Poveznice
Sanskrtski prefiksi